# والیبال قهرمانی باشگاه‌های مردان جهان ۲۰۱۷
اف آی وی بی والیبال قهرمانی باشگاه‌های مردان جهان ۲۰۱۷ (انگلیسی: 2017 FIVB Volleyball Men's Club World Championship) سیزدهمین دوره جام باشگاه‌های جهان است از ۱۲ تا ۱۷ دسامبر ۲۰۱۷ به میزبانی لهستان برگزار خواهد شد.

## تیم‌ها
| تیم                   | واجد شرایط از                                                                                  |
| --------------------- | ---------------------------------------------------------------------------------------------- |
| زاکسا کیدژیرژن کوژله  | میزبان (قهرمان پلاس لیگا ۲۰۱۷)                                                                 |
| بانک سرمایه           | قهرمانی باشگاه‌های آسیا ۲۰۱۶                                                                    |
| ساداکروزیرو           | قهرمانی باشگاه‌های آمریکای جنوبی ۲۰۱۷                                                           |
| زنیت کازان            | قهرمانانی اروپا ۲۰۱۷                                                                           |
| کوچینه لوبه چیویتانوا | قهرمان لیگ از دو کشور برتر رده‌بندی جهانی اف‌آی‌وی‌بی از ۳۱ دسامبر ۲۰۱۶ از کشورهای واجد شرایط دیگر |
| سیوداد دِ بولیوار      | قهرمان لیگ از دو کشور برتر رده‌بندی جهانی اف‌آی‌وی‌بی از ۳۱ دسامبر ۲۰۱۶ از کشورهای واجد شرایط دیگر |
| اسکرا بلچاتوف         | وایلد کارت                                                                                     |
| شانگهای گلدن ایج      | وایلد کارت                                                                                     |

## ترکیب گلدان‌ها
| گلدان A | گلدان B |
| ------- | ------- |
| زاکسا   | اسکرا   |
| لوبه    | زنیت    |
| کروزیرو | بولیوار |
| سرمایه  | شانگهای |

## ورزشگاه‌ها
| گلدان A         | گلدان B       | دور نهایی     |
| --------------- | ------------- | ------------- |
| اوپوله          | ووچ           | کراکوف        |
| حالا اوکرونگلاک | اطلس آرنا     | کراکوف آرنا   |
| ظرفیت: ۳٬۵۰۰    | ظرفیت: ۱۲٬۱۰۰ | ظرفیت: ۱۴٬۷۵۲ |
|                 |               |               |

## رده‌بندی نهایی
| رتبه | تیم |
| ---- | --- |
| 1    |     |
| 2    |     |
| 3    |     |
| ۴    |     |
| ۵    |     |
|      |     |
| ۷    |     |
|      |     |